# Martina Mandir
Martina Mandir (* 17. Oktober 1993 in Vitez, Bosnien und Herzegowina) ist eine bosnisch-kroatische Fußballspielerin.

## Leben
Mandir, die in Vitez geboren wurde, besuchte von 2011 bis 2013 das Gimnazije MSŠ Stjepana Radića-Žabljak. Seit ihrem Wechsel 2013 nach Travnik besucht sie die Fakultet sporta i tjelesnog odgoja Sarajevo.

### Karriere

#### Im Verein
Mandir startete ihre Karriere mit sieben Jahren in der Jugend des ŽNK Čelik Zenica. In Zenica durchspielte sie alle Jugendmannschaften und rückte in der Saison 2010/11 in die erste Mannschaft auf. Nach ihrer ersten Seniorensaison kehrte sie dem ŽNK Čelik Zenica den Rücken und wechselte zum ŽNK Mladost Nević Polje. Bei dem Verein aus Polje wurde sie Stammspielerin und reifte zur Stammkraft in der U-19 Landesauswahl Bosnien's. Nach zwei Jahren für ŽNK Mladost Nević, wechselte sie im Herbst 2013 zum Ligarivalen ŽNK Mladost Novi Travnik.

#### In der Nationalmannschaft
Mandir wurde im September 2009 erstmals in eine bosnische Auswahl berufen und spielte ihr Debüt für die U-19 Fußballnationalmannschaft der Frauen von Bosnien und Herzegowina am 19. September 2009 gegen die U-19 von Wales. Nach acht Einsätzen für die U-19 von Bosnien, entschied sie sich im März 2013, nur noch für die Kroatische Fußballnationalmannschaft der Frauen aufzulaufen. So wurde sie 27. Februar 2013 das erste Mal in die kroatische Fußballnationalmannschaft der Frauen für den Rovinj Cup berufen und kam nicht zum Einsatz. Mandir spielte ihr A-Länderspiel Debüt letztendlich am 26. September 2013 gegen die irische Fußballnationalmannschaft der Frauen.